# Іда Вудс
Іда Вудс (16 вересня 1870 — 4 жовтня 1940) — американська астрономка з обсерваторії Гарвардського коледжу.

## Раннє життя
Іда Елізабет Вудс народилася в Натіку, штат Массачусетс, у сім'ї Олівера Пауерса Вудса та Марти Райт Вудс. У 1893 році вона закінчила Коледж Веллслі.

## Кар'єра

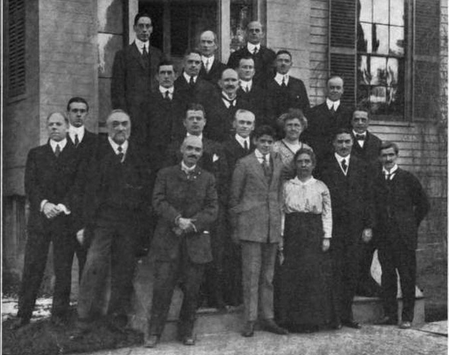
Засідання AAVSO в Гарварді в 1916 році. Дві жінки на фотографії — Іда Е. Вудс (у першому ряду) та Енні Джамп Кеннон (позаду Вудс).

Вудс почала працювати як обчислювачка в обсерваторії Гарвардського коледжу відразу після закінчення коледжу в 1893 році, де вона працювала разом з Гарлоу Шеплі та Енні Джамп Кеннон. Протягом своєї кар’єри вона вивчала фотопластинки, відкривши десятки змінних зір. У 1916 році вона була присутня на засіданні Американської асоціації спостерігачів змінних зір, коли воно проходило в Гарварді.
Публікації Вудс включали роботи «Крива блиску та орбіта нової затемнюваної подвійної системи HV 3622» (1922), «П’ятдесят нових змінних зір у південному Чумацькому Шляху» (1926), «Південна станція Гарвардської обсерваторії» (1927), «Сорок нових змінних зір у Стрільці» (1928).
У 1912 році Вудс отримала стипендію Сари Вайтін від коледжу Веллслі для фінансування її досліджень у Гарварді. Вона була членкою Сагаморської соціологічної конференції.

## Особисте життя
Вудс померла в 1940 році у своєму будинку в Натіку. Їй було 70 років.